# Sandro Corsaro
 (octobre 2012).
Si vous disposez d'ouvrages ou d'articles de référence ou si vous connaissez des sites web de qualité traitant du thème abordé ici, merci de compléter l'article en donnant les références utiles à sa vérifiabilité et en les liant à la section « Notes et références ».
Sandro Corsaro est un scénariste de dessin animé d'origine costaricien, spécialisé dans l'animation flash.

## Filmographie
Il a créé la série d'animation américaine Kick Kasskoo.